# Lenín Moreno
Lenín Boltaire Moreno Garcés (Nuevo Rocafuerte, 19 de març de 1953), és un polític equatorià, que fou el cinquantè President Constitucional de la República de l'Equador, des del 24 de maig de 2017 fins al 24 de maig de 2021. Va ocupar el càrrec de quaranta-setè vicepresident de l'Equador entre 2007 i 2013 durant el govern de Rafael Correa.

## Biografia
Va néixer el 19 de març de 1953 a la ciutat amazònica de Nuevo Rocafuerte, a la província de Napo Pastaza (ara part de la província d'Orellana), en el si d'una família humil que va recórrer el país, ja que els pares eren mestres d'escola pública. El seu pare, Servio Tulio Moreno, va ser senador i diputat per la província del Napo el 1994 pel partit populista Concentración de Fuerzas Populares. La seva àvia materna era de nacionalitat peruana. El 3 de gener de 1998, després d'un assalt a una fleca, al nord de la ciutat de Quito, va rebre els trets d'uns delinqüents que volien robar-li el vehicle, cosa que li va fer perdre la mobilitat d'ambdues cames. Lenín Moreno està casat amb Rocío González i té tres filles.

### Carrera professional
Llicenciat en Administració Pública per la Universitat Central de l'Equador, va ser professor i després es va dedicar a la promoció del turisme a Equador amb la seva pròpia empresa; després participà activament en la creació de la Cambra de Turisme de l'Equador, i després fou director de la Federació Nacional de Cambres de Turisme de l'Equador. El 1996 va exercir el seu primer càrrec públic com a director administratiu del Ministeri de Govern durant la presidència d'Abdalá Bucaram. Entre el 2001 i el 2004, Moreno va ser Director Nacional de Discapacitats, entitat adscrita al Ministeri de Salut Pública, durant els governs de Gustavo Noboa i Lucio Gutiérrez.

### Carrera política
Moreno va iniciar la seva vida política quan era estudiant a la Universitat Central de l'Equador, on milità al Movimiento d'Izquierda Revolucionaria (MIR) i participà en les protestes contra triumvirat militar per l'alça del 40 % dels passatges dels busos urbans i demanant el retorn a la democràcia en un episodi conegut com la Guerra dels Quatre Rals. Moreno donà suport a les primeres candidatures de Rodrigo Borja i formà part del partit populista d'esquerra APRE al costat de Gustavo Larrea a la dècada de 1990, fet que li va permetre accedir al govern d'Abdalá Bucaram. El 2002, Moreno va donar suport a la candidatura de Jacinto Velásquez i va col·laborar en la seva campanya. El 2006, antics membres del MIR el van proposar com a vicepresident dins del moviment socialista Alianza PAIS, proposta que va ser acceptada pel candidat presidencial, Rafael Correa.
En les eleccions presidencials del 2006 Rafael Correa fou escollit com a president de la República i Lenín Moreno com a vicepresident, càrrec per al que fou reelegit per al període 2009-2013 en les eleccions del 2009. Moreno fou proposat per organitzacions socials i per part del govern de l'Equador al Premi Nobel de la Pau en el 2012 i fou escollit president del Comitè per a l'Eliminació de Totes les Formes de Discriminació contra les Discapacitats (CEDDIS) de l'Organització dels Estats Americans (OEA).
Quan Moreno va decidir no presentar-se a una nova reelecció com a vicepresident de Rafael Correa, el secretari general de les Nacions Unides el nomenà, el desembre de 2013, enviat especial sobre Discapacitat i Accessibilitat.
L'any 2017 va guanyar les eleccions presidencials, com a candidat d'Alianza PAIS per succeir Correa. Així es convertí en el nou president constitucional de l'Equador, que inicià el mandat el 24 de maig de 2017.

## Vicepresidència de l'Equador (2007-2013)

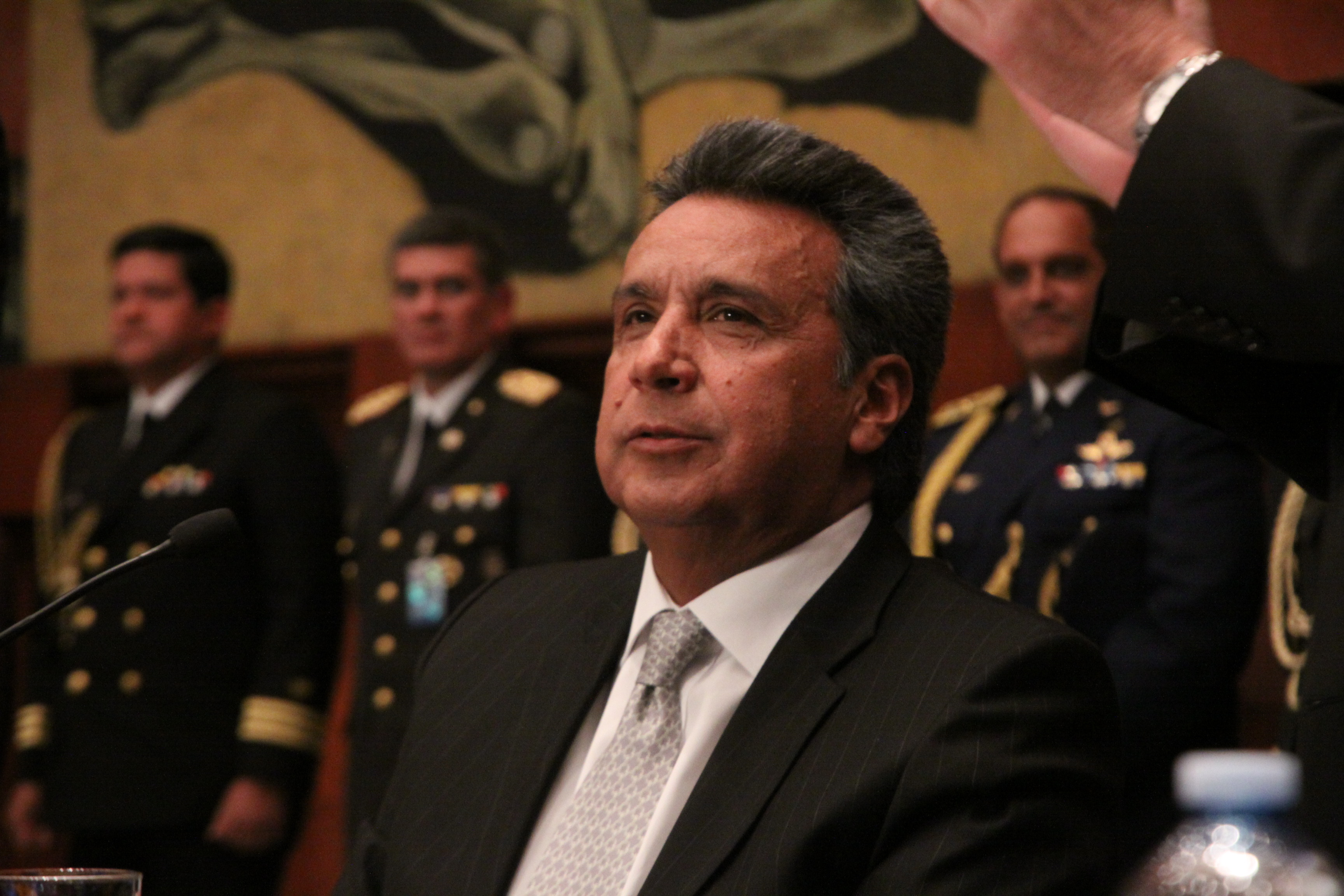
Lenín Moreno com a vicepresident l'any 2012

Moreno fou escollit en dues ocasions consecutives vicepresident de l'Equador; en ambdues oportunitats com a binomi de Rafael Correa, en les eleccions presidencials de l'Equador de 2006 i les eleccions presidencials de l'Equador de 2009. Va ocupar el càrrec des del 15 de gener de 2007 fins al 24 de maig de 2013. El president Correa li va donar competències sobre la inclusió social i econòmica de les persones amb discapacitat i el tractament de malalties inusuals i catastròfiques.

### Primer període (2007 - 2009)
Moreno va crear la Misión Solidaria Manuela Espejo, entitat pública que va realitzar recerca social i clínica al país, per tal d'estudiar, registrar i georeferenciar totes les persones amb discapacitat; també creà el programa Joaquín Gallegos Lara que consisteix en l'assignació d'un val econòmic d'ajuda social, que es lliura a la persona encarregada de tenir cura d'una persona amb discapacitat física o intel·lectual greu en un entorn de pobresa extrema. Des de la posada en marxa d'aquests programes, s'han identificat 294.611 persones amb discapacitat que van rebre atenció integral immediata i 14.479 persones amb discapacitat greu reben el val Joaquín Gallegos Lara.

### Segon període (2009 - 2013)
El 2010 va promoure la cimera de vicepresidents del continent «Amèrica sense Barreres – Per la Democràcia i la Solidaritat», que va culminar amb la signatura de la Declaració de Quito que garanteix l'enfortiment de les polítiques i programes nacionals i regionals per a l'atenció, rehabilitació i prevenció de les discapacitats. Va rebre, per part del Parlament Andí a Bogotà, en el marc de la III Cimera Social Andina, la condecoració del parlament en el grau de Gran Creu, com a reconeixement de l'impuls donat a les polítiques públiques en benefici dels grups d'atenció prioritària.
El setembre de 2012 es va aprovar la Llei Orgànica de Discapacitats que atén no només les persones amb discapacitat i les seves famílies, sinó que incorpora tots els temes econòmics, jurídics, educatius, laborals, culturals, esportius i de salut, entre d'altres.Des de 2013 es va instaurar a Equador el cribratge neonatal per a la prevenció d'algunes discapacitats.

## Delegat de les Nacions Unides (2013-2016)

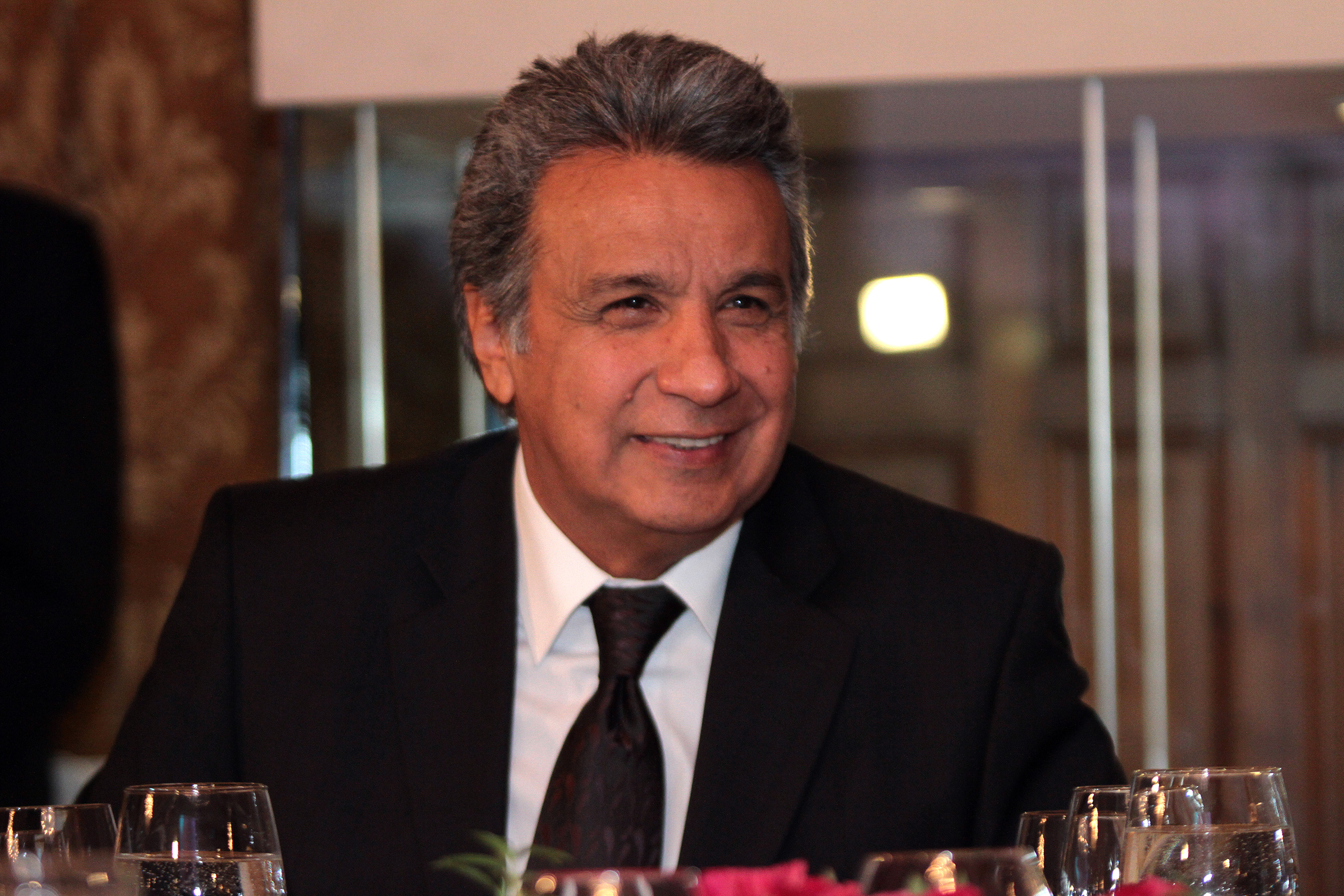
Lenín Moreno en el Palau de Carondelet, 16 de març de 2015.

El desembre de 2013, Lenín Moreno Garcés és nomenat per Ban Ki-moon enviat especial del secretari general de les Nacions Unides sobre Discapacitat i Accessibilitat. Es trasllada a Ginebra (Suïssa) el mes d'abril del 2013 i hi instal·la la seva oficina.
A petició de la UNESCO va participar en el projecte «Learning for All: Guidelines on the inclusion of learners with disabilities in Open and Distance Learning» («Educació per a tots: guies per a la inclusió dels estudiants amb discapacitat en l'ensenyament obert i a distància») i va encapçalar la redacció de la Declaració de Nova Delhi sobre TIC inclusives per a persones amb discapacitat, que va ser adoptada per la Conferència General de la UNESCO el 2015.
El 2016, la cancelleria de l'Equador va revelar que Moreno rebia remuneració per part del govern equatorià per complir el seu càrrec com a enviat especial de l'ONU, fet que va generar crítiques per part de l'oposició. La Contraloría General del Estado va iniciar una recerca per determinar la legalitat de l'ús dels recursos públics emprats per pagar les despeses de la missió. L'informe va constatar que l'Estat havia desemborsat aproximadament 1,6 milions de dòlars durant els 3 anys que va durar la missió de Moreno i que els diners s'havien de considerar una aportació voluntària no reemborsable de l'Estat.

## Presidència Constitucional de l'Equador (2017-2021)

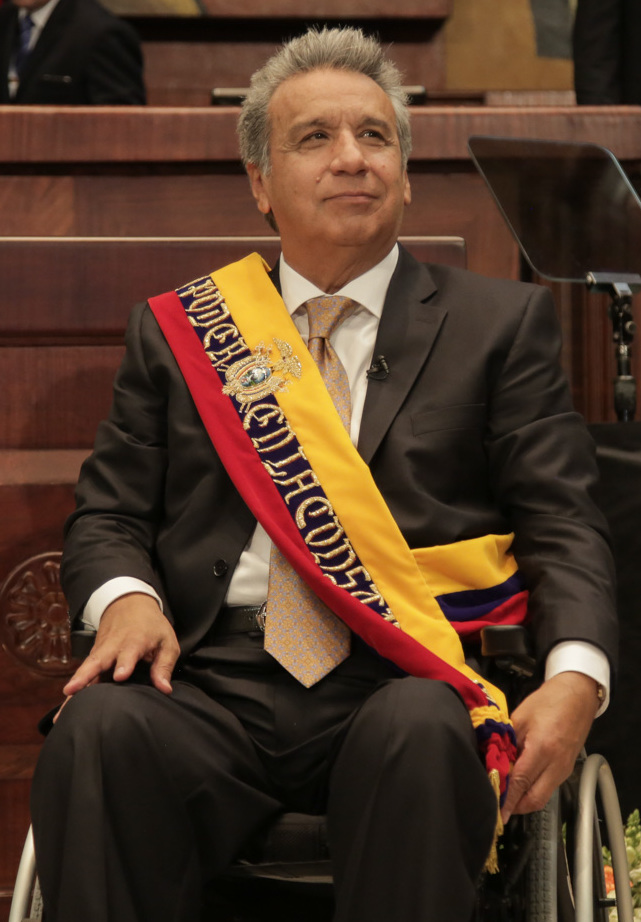
Lenín Moreno durant la seva presa de possessió, el 24 de maig de 2017.

Moreno es va presentar com a candidat presidencial en les eleccions generals de 2017 pel moviment oficialista Alianza PAIS i va guanyar a la segona volta, gràcies al suport popular del seu predecessor Rafael Correa, amb el 51,16 % dels vots, contra el 48,84 % de Guillermo Lasso, candidat de l'aliança entre el Movimiento CREO i el Movimiento SUMA. Durant l'etapa de transició va participar en trobades de treball amb sectors empresarials i socials, entre els quals va destacar la Confederación de Nacionalidades Indígenas del Ecuador, amb la qual va assegurar buscar un acostament.
El seu període constitucional va començar el 24 de maig de 2017 i s'inicià amb un estil diferent al del seu predecessor Rafael Correa. A l'inici del seu govern, Moreno ha donat prioritat a la lluita contra la corrupció i l'establiment de polítiques d'austeritat econòmica i diàleg amb tots els sectors de la societat del país, alhora que s'ha anat distanciant de les línies de l'administració anterior i de la Revolució Ciutadana del seu predecessor. Dins la línia d'austeritat, reestructurà la funció executiva i eliminà tots els ministeris coordinadors i diverses secretaries. Tot i que s'ha distanciat dels plantejaments de Correa, ha manifestat que cal abandonar «la quadratura del socialisme del segle passat», apostant pel que considera un socialisme nou, modern i inclusiu.
Va impulsar entre el 2017 i 2018 un referèndum i consulta popular per eliminar la reelecció indefinida, establir la mort civil dels funcionaris públics culpables de corrupció, instaurar un consell de participació ciutadana i control social transitori i canviar-ne l'elecció en votació popular, eliminar la prescripció de delictes sexuals contra infants i adolescents, prohibir la mineria metàl·lica en zones protegides, eliminar la llei de plusvàlua i reduir considerablement la zona d'extracció petroliera del Yasuní. Després de la votació general, la ciutadania es va pronunciar de forma afirmativa, donant un triomf a l'opció «Sí» amb més del 60 % en les set preguntes.
L'agost de 2018, el govern de Lenín Moreno va reduir la despesa pública i apujà el preu dels carburants. El 31 d'agost de 2018 el titular del Ministeri d'Economia i Finances de l'Equador anuncià que els pressupostos per a 2019 es reduiran en 5.482 milions d'USD menys respecte al 2016.
El 2019, el seu govern va aprofundir en les contrareformes i va voler treure els subsidis a la benzina, entre altres mesures d'austeritat. L'eliminació de subsidis als combustibles –que va impactar directament al preu de la gasolina i d'altres productes– va incendiar els ànims de la població i va generar una onada de protestes massives entre el 2 i el 13 d'octubre que va ser liderada per grups indígenes i altres sectors opositors. Durant les mobilitzacions contra l'anomenat paquetazo va haver-hi forts enfrontaments i una repressió brutal: deu manifestants van morir (tot i que l'oposició augmenta la xifra a dotze), més de 1.500 persones van resultar ferides i 1.330 van ser detingudes. El govern fins i tot va declarar l'estat d'emergència i va haver de desplaçar la seva seu de Quito a Guayaquil davant de l'arribada de multituds d'arreu del país a la capital. Finalment, es va veure obligat a fer marxa enrere i va retirar la política de supressió dels subsidis a la gasolina.
El president equatorià va centrar el seu mandat a empresonar excompanys de partit i ha fet un viratge cap al neoliberalisme amb la desfeta de les polítiques socials de Rafael Correa i Revolución Ciudadana es va integrar en Fuerza Compromiso Social (FCS) on es va convertir en la facció majoritària de l'organització i va reanomenar com Moviment Revolució Ciutadana. Correa fou condemnat a vuit anys de presó per suborn La decisió va implicar també la inhabilitació de per vida de Correa per a ocupar càrrecs d'elecció popular. i l'exvicepresident Jorge Glas, el qual va entrar a presó condemnat per corrupció. Moreno va destituir de la vicepresidència a Glas, i va nomenar la lleial María Alejandra Vicuña. Cal destacar també que va ser Moreno qui va entregar Julian Assange a les autoritats britàniques i va tornar a cedir el territori equatorià als Estats Units per instal·lar-hi bases militars.

## Acusacions de corrupció
El febrer del 2023, la Fiscalia General de l'Estat va acusar formalment Lenín Moreno de corrupció. L'expresident, membres de la seva família i funcionaris són acusats d'haver rebut 76 milions de dòlars en suborns de l'empresa Sinohydro per a la construcció de la central hidroelèctrica més gran del país.